# Van Cortlandt Park

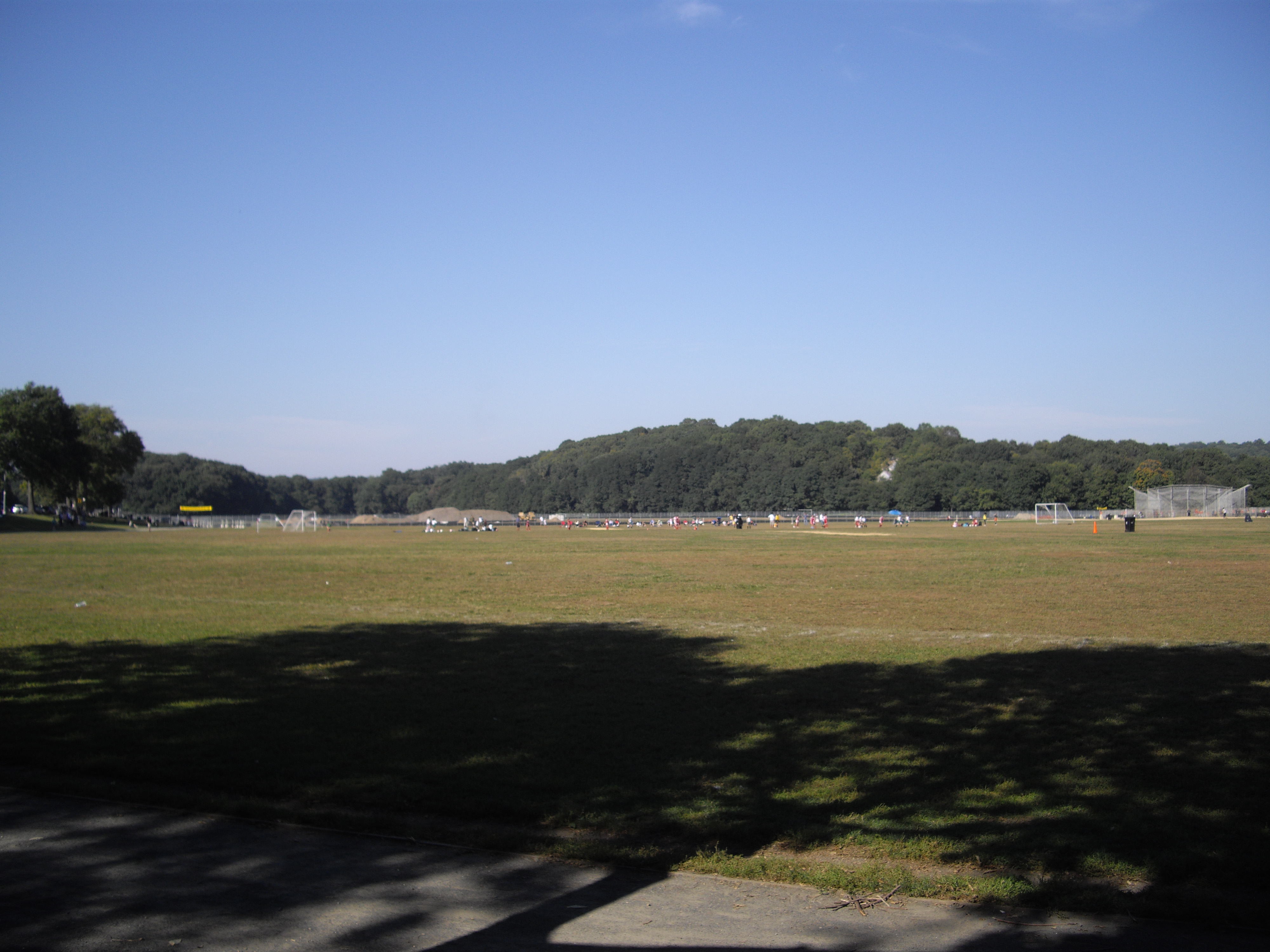
Vista del parque.

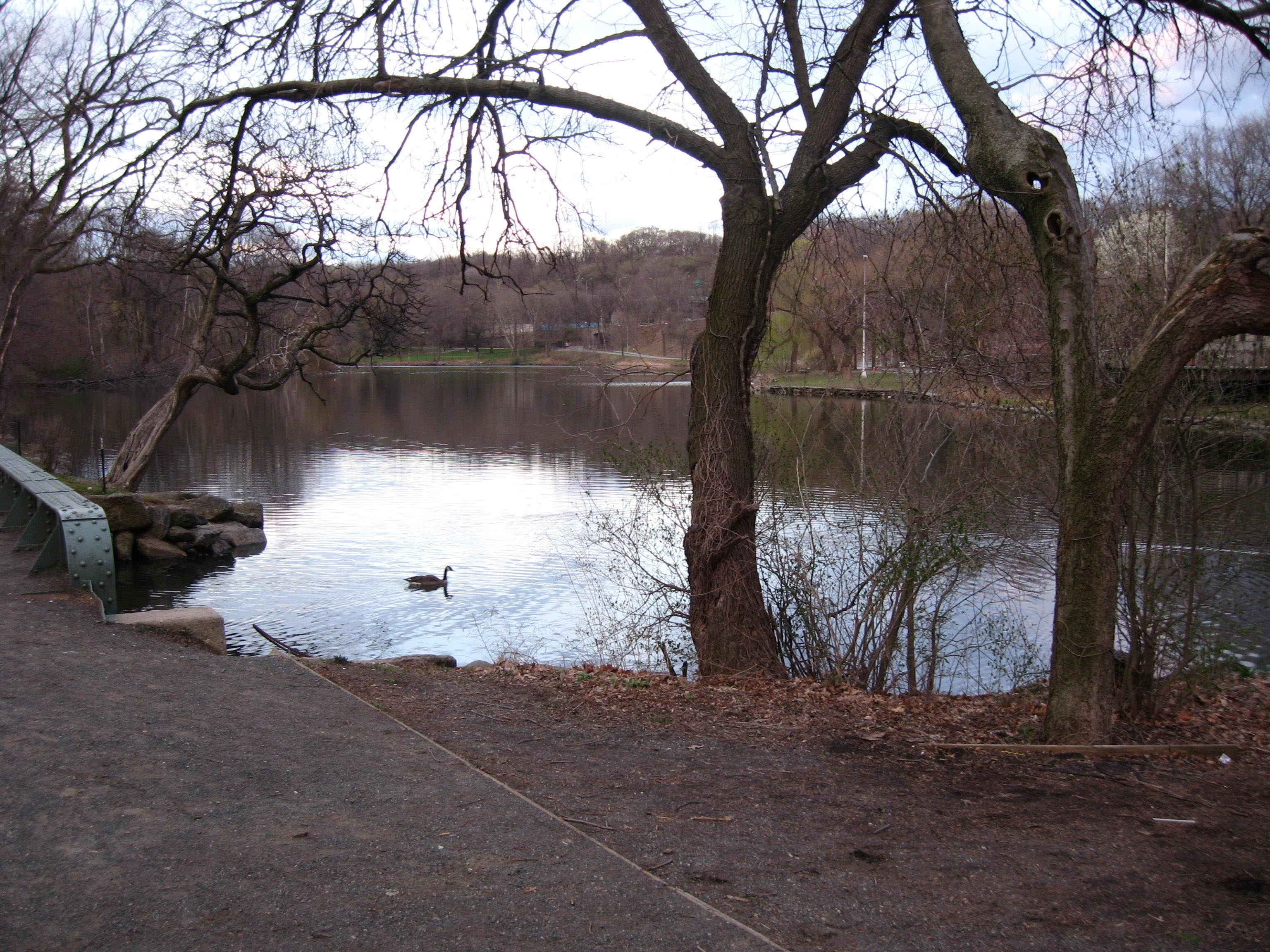
Vista del lago.

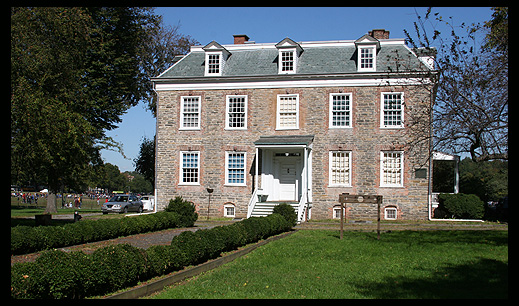
El Van Cortlandt House Museum.

El Van Cortlandt Park es un gran espacio verde situado en el borough del Bronx, en Nueva York (Estados Unidos). Su superficie de 4,6 km² lo convierte en el segundo parque más grande de la ciudad, no detrás del Central Park, sino detrás del Pelham Bay Park, también situado en el Bronx, y el Flushing Meadows-Corona Park. Está administrado, como otros espacios verdes de la ciudad, por el Departamento de Parques y Recreación de la Ciudad de Nueva York.
El parque fue llamado así en memoria de Stephanus Van Cortlandt, que fue el primer alcalde de Nueva York que había nacido en territorio americano, a finales del siglo XVII. La familia Van Cortlandt era muy influyente durante el periodo de colonización de ingleses y holandeses. El edificio más antiguo del Bronx, el Van Cortlandt House Museum, se encuentra situado en el parque. El parque comprende el campo de golf más antiguo de Estados Unidos, el cual data de 1895. El parque, abierto en 1888, fue en gran parte acondicionado en esa época, pero ciertas zonas fueron dejadas en su estado natural. En los años 1930 la creación del 'Henry Hudson Parkway y de la Mosholu Parkway cambiaron el aspecto del parque, entonces recorridos por estos ejes de carreteras importantes, de los cuales su construcción requirió la disposición de un humedal. En los años 1970, la crisis financiera de Nueva York contribuyó a la ruina del parque. Asimismo, a partir de los años 1990, fueron concedidos fondos que permitieron efectuar su restauración.